# Hyloxalus
Hyloxalus  (лат.) — род бесхвостых земноводных из семейства древолазов, обитающих в Южной Америке.

## Описание
Цвет спины обычно коричневый, серый или чёрный. Кожа задней части спины имеет зернистую текстуру. Перепонки на пальцах ног у большинства видов отсутствуют. Первый палец короче второго, клейкие диски на пальцах узкие и умеренно вытянутые.

## Образ жизни
Являются наземными лягушками. Населяют тропические леса, активны днём. Питаются мелкими насекомыми.

## Размножение
Головастики растут в стоячих или проточных водоёмах на земле. Переносятся от водоёма к водоёму родителями обоих полов на спине. 

## Распространение
Обитают вдоль побережья Тихого океана от Панамы до Перу, в Андах от Венесуэлы до Перу, в восточных предгорьях Анд от Боливии до Венесуэлы и в верхнем бассейне Амазонки.

## Классификация
На февраль 2023 года в род включают 64 вида:
- Hyloxalus abditaurantius (Silverstone, 1975) — Скрытный древолаз
- Hyloxalus aeruginosus (Duellman, 2004)
- Hyloxalus alessandroi (Grant and Rodriguez, 2001)
- Hyloxalus anthracinus (Edwards, 1971) — Антрацитовый древолаз
- Hyloxalus arliensis Acosta-Galvis et al., 2020
- Hyloxalus awa (Coloma, 1995)
- Hyloxalus azureiventris (Kneller & Henle, 1985)
- Hyloxalus betancuri (Rivero & Serna, 1991)
- Hyloxalus bocagei Jimenez de la Espada, 1870 — Древолаз Бокажа
- Hyloxalus borjai (Rivero & Serna, 2000)
- Hyloxalus breviquartus (Rivero & Serna, 1986)
- Hyloxalus cepedai (Morales, 2002)
- Hyloxalus cevallosi (Rivero, 1991)
- Hyloxalus chlorocraspedus (Caldwell, 2005)
- Hyloxalus chocoensis Boulenger, 1912 — Колумбийский древолаз
- Hyloxalus craspedoceps (Duellman, 2004)
- Hyloxalus delatorreae (Coloma, 1995)
- Hyloxalus edwardsi (Lynch, 1982) — Пещерный древолаз
- Hyloxalus elachyhistus (Edwards, 1971)
- Hyloxalus eleutherodactylus (Duellman, 2004) — Полосатобокий древолаз
- Hyloxalus exasperatus (Duellman & Lynch, 1988)
- Hyloxalus excisus (Rivero & Serna, 2000)
- Hyloxalus faciopunctulatus (Rivero, 1991)
- Hyloxalus fallax (Rivero, 1991)
- Hyloxalus fascianigrus (Grant & Castro-Herrera, 1998)
- Hyloxalus felixcoperari (Acosta-Galvis and Vargas Ramirez, 2018)
- Hyloxalus fuliginosus Jimenez de la Espada, 1870 — Чёрный древолаз
- Hyloxalus idiomelus (Rivero, 1991)
- Hyloxalus infraguttatus (Boulenger, 1898) — Белопятнистый древолаз
- Hyloxalus insulatus (Duellman, 2004)
- Hyloxalus italoi Paez-Vacas, Coloma, & Santos, 2010
- Hyloxalus jhoncito Anganoy-Criollo et al., 2022
- Hyloxalus lehmanni (Silverstone, 1971)
- Hyloxalus leucophaeus (Duellman, 2004)
- Hyloxalus littoralis (Pefaur, 1984) — Прибрежный древолаз
- Hyloxalus maculosus (Rivero, 1991)
- Hyloxalus maquipucuna (Coloma, 1995)
- Hyloxalus marmoreoventris (Rivero, 1991)
- Hyloxalus mittermeieri (Rivero, 1991)
- Hyloxalus mystax (Duellman & Simmons, 1988)
- Hyloxalus nexipus (Frost, 1986)
- Hyloxalus parcus (Rivero, 1991)
- Hyloxalus patitae (Lotters, Morales, & Proy, 2003)
- Hyloxalus peculiaris (Rivero, 1991)
- Hyloxalus peruvianus (Melin, 1941) — Перуанский древолаз
- Hyloxalus pinguis (Rivero & Granados-Diaz, 1990)
- Hyloxalus pulchellus (Jimenez de la Espada, 1875)
- Hyloxalus pulcherrimus (Duellman, 2004)
- Hyloxalus pumilus (Rivero, 1991)
- Hyloxalus ramosi (Silverstone, 1971) — Полосатоногий древолаз
- Hyloxalus ruizi (Lynch, 1982) — Кремовобрюхий древолаз
- Hyloxalus saltuarius (Grant & Ardila-Robayo, 2002)
- Hyloxalus sanctamariensis Acosta-Galvis and Pinzon, 2018
- Hyloxalus sauli (Edwards, 1974) — Оливковый древолаз
- Hyloxalus shuar (Duellman & Simmons, 1988)
- Hyloxalus sordidatus (Duellman, 2004)
- Hyloxalus spilotogaster (Duellman, 2004)
- Hyloxalus subpunctatus (Cope, 1899) — Светлополосый древолаз
- Hyloxalus sylvaticus (Barbour & Noble, 1920) — Лесной древолаз
- Hyloxalus toachi (Coloma, 1995)
- Hyloxalus utcubambensis (Morales, 1994)
- Hyloxalus vergeli Hellmich, 1940 — Длинноногий древолаз
- Hyloxalus vertebralis (Boulenger, 1899) — Высокогорный древолаз
- Hyloxalus yasuni Paez-Vacas, Coloma, & Santos, 2010